# 云南白斑尾柳莺
云南白斑尾柳莺（学名：Phylloscopus intensior），是雀形目柳莺科的一种鸟类。

## 特征
云南白斑尾柳莺体重约6.4克，翼长约52毫米，嘴峰长约10.8毫米，喙宽度约2.6毫米，喙厚度约2.6毫米，跗蹠长约17毫米，尾长约42毫米。云南白斑尾柳莺是部分迁徙的鸟类，其栖息在半开放的高大树木组成的森林中，食性为肉食性，主要食物来源是陆生无脊椎动物。

## 亚种
- ：分布于中国极西南地区至缅甸东部、泰国北部、老挝北部和越南红河三角洲。
- ：分布于泰国东南部至柬埔寨北部山区。[4]